# Distrito de Conduriri
El Distrito peruano de Conduriri es uno de los 5 distritos de la Provincia de El Collao, ubicada en el  Departamento de Puno, bajo la administración del Gobierno regional de Puno, Perú.
Desde el punto de vista jerárquico de la Iglesia católica forma parte de la Prelatura de Juli en la Arquidiócesis de Arequipa.

## Historia
El distrito fue creado mediante Ley n.º 26228 del 24 de septiembre de 1993, en el gobierno de Alberto Fujimori.

## Demografía
La población estimada en el año 2000 es de 1 377 habitantes.

## Autoridades

### Municipales
- 2019 - 2022[4]
  - Alcalde: Hugo Montalico Feliciano, del Movimiento de Integración por el Desarrollo Regional (Mi Casita).
  - Regidores:

  1. Calixto Fortunato Ninaraqui Mamani (Movimiento de Integración por el Desarrollo Regional (Mi Casita))
  2. Luz Miriam Banegas Alejo (Movimiento de Integración por el Desarrollo Regional (Mi Casita))
  3. Pedro Hugo Quenta Castillo (Movimiento de Integración por el Desarrollo Regional (Mi Casita))
  4. María Tacora Alania (Movimiento de Integración por el Desarrollo Regional (Mi Casita))
  5. José Gilberto Villegas Mallea (Poder Andino)

## Festividades
- 1 de enero: Marcacho.
- 24 de junio: Festival del año nuevo andino.

```
 25 de julio: Festividad de Santiago Apóstol.
```

- 24 de septiembre: Aniversario del Distrito.
- 25 de diciembre: Natividad del Niño Jesús.